# Phaeacius biramosus
Phaeacius biramosus là một loài nhện trong họ Salticidae.
Loài này thuộc chi Phaeacius. Phaeacius biramosus được Wijesinghe miêu tả năm 1991.